# Pompile Marie Pirrotti
Pompile Marie Pirrotti (Montecalvo, 29 septembre 1710 - Campi Salentina, 15 juillet 1766) est un piariste italien reconnu saint par l'Église catholique.

## Biographie
Il naît le 29 septembre 1710, sixième des onze enfants de Jérôme Pirrotti et d'Ursule Bozzuti, tous deux de famille noble, il est baptisé le lendemain et reçoit le prénom de Dominique.
À 16 ans, il désire intégrer la congrégation des clercs réguliers des écoles pies mais face à l'opposition de ses parents, il s'enfuit pour se rendre dans une maison des pères piaristes à Bénévent. Le 2 février 1727, il revêt l'habit religieux dans l'église Santa Maria di Caravaggio de Naples, à la fin de sa première année de noviciat, il obtient une dispense pour la deuxième année, fait sa profession religieuse le 25 mars 1728 et change son prénom pour celui de Pompile Marie en souvenir de son frère mort au séminaire.
Le 20 mars 1734, il est ordonné prêtre par l'archevêque de Brindisi, Andrea Maddalena, et nommé au collège de Francavilla Fontana, puis envoyé comme prédicateur dans la région des abruzzes, à Brindes (1736 à 1739), Ortona (1739), Lanciano (1742), puis à Naples près de Sainte-Marie du Caravage toujours voué à la prédication, aux confessions, aux soins aux malades et des nécessiteux. Il fonde et dirige une confrérie dont le but est la pratique des sacrements et la prière pour les âmes du purgatoire. Il est aussi un grand propagateur de la dévotion au Sacré-Cœur (il écrit la première neuvaine en l'honneur du Sacré Cœur en Italie), ainsi qu'à la Vierge Marie et au Chemin de croix. Il meurt le 15 juillet 1766 à Campi Salentina.

## Canonisation
Il est béatifié le 26 janvier 1890 par Léon XIII et canonisé le 19 mars 1934 par Pie XI. Ses restes sont conservés dans le sanctuaire de saint Pompile à Campi Salentina dans la province de Lecce.

## Sources et références
- (it) Cet article est partiellement ou en totalité issu de l’article de Wikipédia en italien intitulé « Pompilio Maria Pirrotti » (voir la liste des auteurs).
- (it) site santi beati